# Pampa (vaca)
Pampa es la primera vaca clonada en Argentina, es una Jersey que nació el 6 de agosto de 2002. El objetivo de esta clonación fue crear un "tambo farmacéutico" conocido como la Dinastía Pampa. Este tambo estará compuesto por vacas capaces de producir proteínas humanas destinadas a la elaboración de medicamentos.
La clonación fue realizada por los genetistas del laboratorio argentino Bio Sidus.